# Phys.org
Phys.org — сайт научно-технических новостей, специализирующийся на точных и естественных науках, включая физику, химию, биологию, науки о земле и космосе, электронику, нанотехнологии и технологии в целом. Освещает научные открытия, публикует пресс-релизы крупнейших лабораторий и университетов. Публикуются также ежедневные сообщения, статьи из блогов и рецензируемых научных источников.

## История и описание
Сайт был создан в марте 2004 года двумя аспирантами. В 2005 году он был выкуплен, а начиная с 2008 является зарегистрированной собственностью компании Omicron Technology в Дугласе в Острове Мэн.
Персонал сайта состоит из 16 человек, включая 11 авторов. Главный редактор — Джон Бенсон, ответственные редакторы: Андрей Зинин и Александр Пол.
В 2008 году на сайте публиковалось 75—100 новостей в день, а сам сайт ежедневно посещало около 100 000 читателей. Он имел 25 000 зарегистрированных пользователей.
В 2015 году компания Quantcast поместила сайт на 851 место. В месяц сайт посещают 2,6 млн пользователей из США, что составляет 62 % от общего числа посетителей. Общая аудитория сайта — 4,3 млн посетителей в месяц. По данным Quantcast, основной состав аудитории сайта — мужчины, имеющие высшее образование. 
В апреле 2012 года сайт, ранее известный как physorg.com, переехал на свой текущий домен phys.org. 